# Plazmon (kvazičástice)
Plazmon je kvazičástice (kvantum) podélných oscilací elektronového plynu v pevných látkách (v krystalové mříži kovů, v nekovech, v plastech). Například v kovech je možné vybudit oscilace plazmatu jako kolektivní excitace plynu vodivostních elektronů na pozadí kationtů krystalové mříže. Odražené či prošlé elektrony nebo fotony interagující s plazmony vykazují ztráty energie rovné celistvým násobkům energie plazmonu. Vytváření plazmonů (ve většině materiálů o energii 10–20 eV) vede k energetickým ztrátám, které se projeví ve formě tzv. Ferrelova záření (objeveno v roce 1960) v UV nebo vizuálním oboru.